# Décio Alves
Décio Damasceno Mendonça Alves (nascido a 28 de fevereiro de 1984) é engenheiro ambiental e eletrotécnico português, investigador e académico, conhecido pelo seu trabalho na previsão imediata da velocidade e direção do vento, com base em aprendizagem automática, para segurança na aviação. A sua investigação combina aprendizagem profunda, sistemas meteorológicos baseados em IoT e análise de dados de satélite para melhorar a previsão meteorológica de curto prazo em terrenos complexos, nomeadamente no Aeroporto Internacional da Madeira.

## Primeiros anos e formação
Alves licenciou-se em Ciências do Ambiente pela Universidade Aberta (2015) e obteve o grau de mestre em Engenharia do Ambiente pela Universidad Europea del Atlántico (2020).
Em 2025, concluiu o doutoramento (PhD) em Engenharia Eletrotécnica na Universidade da Madeira. A sua tese, Very Short-Range Forecasting of Wind Speed and Direction for Air Traffic Operations at Madeira Airport, desenvolveu modelos de aprendizagem automática que integram dados de sensores de alta resolução para melhorar a meteorologia aeronáutica.

## Carreira
Desde 2025, Alves é Professor Auxiliar Convidado na Faculdade de Ciências Exatas e Engenharia da Universidade da Madeira, onde leciona e realiza investigação em aplicações de inteligência artificial à meteorologia, sistemas ambientais e engenharia eletrotécnica.
É também Investigador Colaborador Convidado no Instituto de Tecnologias Interativas (ITI), parte do Laboratório de Robótica e Sistemas de Engenharia (LARSyS), contribuindo para projetos interdisciplinares que envolvem sensorização ambiental, ciência de dados e sistemas inteligentes.
Além disso, Alves trabalha como Técnico Superior no Instituto Português do Mar e da Atmosfera (IPMA) no Funchal, cargo que ocupa desde 2009. O seu trabalho inclui observação meteorológica aeronáutica, garantia de qualidade de sistemas meteorológicos, processamento de dados climatológicos e desenvolvimento de metodologias técnicas para previsão operacional.

## Investigação
A investigação de Alves centra-se em:
- Arquiteturas de aprendizagem profunda
- Sistemas meteorológicos baseados em IoT e na nuvem com integração de IA em tempo real
- Análise atmosférica com base em satélite através de visão por computador
- Explicabilidade e interpretabilidade de modelos em previsão meteorológica baseada em IA
- Aplicação de IA nas áreas da Saúde, Proteção Civil e Segurança

O seu trabalho teve uma especial relevância para aeroportos situados em zonas com orografia complexa.

## Publicações selecionadas
- Alves, D. et al. (2025). A networked station system for high-resolution wind nowcasting in air traffic operations: A data-augmented deep learning approach. PLOS ONE. doi:10.1371/journal.pone.0316548
- Alves, D. et al. (2024). Deep Learning Enhanced Wind Speed and Direction Forecasting for Airport Regions. Weather and Forecasting. doi:10.1175/WAF-D-24-0069.1
- Alves, D. et al. (2024). A Comprehensive IoT Cloud-based Wind Station Ready for Real-time Measurements and Artificial Intelligence Integration. e-Prime – Advances in Electrical Engineering, Electronics and Energy. doi:10.1016/j.prime.2024.100862
- Alves, D. et al. (2024). On the use of Kolmogorov–Arnold Networks for Adapting Wind Numerical Weather Forecasts with Explainability and Interpretability. Environmental Research Communications. doi:10.1088/2515-7620/ad810f
- Alves, D. et al. (2024). A Computer Vision Approach for Satellite-Driven Wind Nowcasting over Complex Terrains. Environmental Research Communications. doi:10.1088/2515-7620/ad4984
- Alves, D. et al. (2024). Wind Limitations at Madeira International Airport: A Deep Learning Prediction Approach. IEEE Access. doi:10.1109/ACCESS.2024.3394447
- Alves, D. et al. (2024). Low Tropospheric Wind Forecasts in Aviation: The Potential of Deep Learning for Terminal Aerodrome Forecast Bulletins. Pure and Applied Geophysics. doi:10.1007/s00024-024-03522-z
- Alves, D. et al. (2023). Automated Aviation Wind Nowcasting: Exploring Feature-Based Machine Learning Methods. Applied Sciences. doi:10.3390/app131810221
- Alves, D. et al. (2023). The Potential of Machine Learning for Wind Speed and Direction Short-Term Forecasting: A Systematic Review. Computers. doi:10.3390/computers12100206

## Distinções e prémios
- Insígnia de Mérito da Ordem dos Engenheiros Técnicos (2023) – pela excelência académica e contributos para a investigação
- Cruz de Mérito da Cruz Vermelha Portuguesa (2020)
- Cruz de Comportamento Exemplar, grau Prata, Cruz Vermelha Portuguesa (2018)
- Medalha de Agradecimento, Cruz Vermelha Portuguesa (2014)